# 남겨둔 이야기
남겨둔 이야기는 대한민국 가수 다나의 두 번째 정규 앨범이다. 2003년에 발매되었다. 타이틀곡은 <남겨둔 이야기 (Maybe)>, 후속곡은 <What is Love? (Original Ver.)>이다. 수록곡 <바램 (Fight Till The End)>은 천상지희 더 그레이스 버전으로 리메이크 되기도 하였다.

## 수록곡
1. 길들이기 (Friend VS Lover)
2. 남겨둔 이야기 (Maybe)
3. What is Love? (Original Ver.)
4. 바램 (Fight Till The End)
5. N&N (End and and)
6. 너를 꿈꾸며 (Love is All I Need)
7. Dream
8. How 2 Love
9. I Will
10. Kiss me
11. Unhappy Day
12. My Melody

-스트리밍 트랙스-
1. What is Love? (Morden Rock Ver.)
2. Swear
3. Wanna Be